# Bernhard Lau
Bernhard Lau (* 11. September 1875 in Mohrin; † 5. September 1926 in Berlin) war einer der ersten Mitarbeiter von Ferdinand Graf von Zeppelin und später Kapitän der von Zeppelin gebauten Luftschiffe.

## Leben
Paul Bernhard Lau wurde im damals deutschen Mohrin in der Neumark geboren. Bereits mit 14 Jahren trat er am 16. April 1890 als Schiffsjunge in die Marineschule der Kaiserlichen Marine ein. Er war unter anderem auf dem Kreuzer Hertha sowie dem Kanonenboot Iltis stationiert und verließ die Marine im Rang eines Obersteuermanns am 31. Mai 1908. Während seiner Dienstzeit wurde er mit dem Allgemeinen Ehrenzeichen des Königlich Preußischen Ordens ausgezeichnet.
Am 4. Juli 1909 heiratete er in Bernburg Margarete Schütze. Das Paar hatte vier Kinder, darunter Helmut Lau, welcher als Besatzungsmitglied den Absturz des Luftschiffs Hindenburg in Lakehurst überlebte.
Am 15. Mai 1908 trat Lau in den Dienst der noch jungen Luftschiffbau Zeppelin und war hier zunächst als Navigationsoffizier tätig. 1910 begleitete er als technischer Berater den Grafen Zeppelin sowie den Meteorologen Hugo Hergesell auf deren Polarexpedition nach Spitzbergen, die das Ziel hatte, die Möglichkeit einer Reise zum Nordpol mittels Luftschiff zu prüfen. Am 11. September 1911 wurde Lau das Patent als Luftschiffführer erteilt. Während des Ersten Weltkriegs war er für die Abnahme fast aller Kriegsluftschiffe zuständig. In dieser Eigenschaft überführte er auch zusammen mit Hugo Eckener den für die Afrikafahrt vorgesehenen LZ 104 ins bulgarische Jambol, wo sich während des Krieges ein Luftschiffhafen befand. Nach dem Krieg wurde der als Spezialist im Ballonzellenbau geltende Lau Leiter des Wasserstoffwerks (heute: Sauerstoffwerk Friedrichshafen). Zudem führte er Testfahrten mit zivilen Luftschiffen, beispielsweise dem LZ 120 durch. Für seine Verdienste um die Luftschifffahrt während des Ersten Weltkriegs wurde ihm das Wilhelmskreuz sowie der bulgarische Zivilverdienstorden verliehen.
Bernhard Lau verstarb nach einem Schlaganfall auf einer Dienstreise in Berlin.

## Schweizer Fahrt mit LZ 4
Bereits im Jahr 1908 nahm Lau als Besatzungsmitglied an der „Schweizer Fahrt“ des LZ 4 teil. Die Fahrt begann am 1. Juli 1908 gegen 8.00 Uhr an der schwimmenden Luftschiffhalle in Friedrichshafen und führte über Konstanz, den Vierwaldstättersee, den Zugersee und den Zürichsee. Gegen 15.00 Uhr überquerte das Luftschiff Zürich und landete am selben Tag wieder in Friedrichshafen. Mit einer Gesamtstrecke von 340 Kilometern sorgte diese Reise für allgemeine Beachtung.

## Havarie mit LZ 5 in Göppingen
LZ 5 maß 136 Meter in der Länge und 13 Meter im Durchmesser. Es fasste 15 000 Kubikmeter Wasserstoff und schaffte mit Hilfe von zwei 105 PS starken Daimler-Motoren eine Höchstgeschwindigkeit von 48,6 km/h. Am 29. Mai 1909 unternahm LZ 5 mit Graf Zeppelin, den Ingenieuren Ludwig Dürr und Stahl, den Kapitänen Hacker und Lau und drei Monteuren eine Fahrt ohne bestimmtes Ziel. Nach einer ruhigen Reise wendete das Luftschiff über Bitterfeld.
Am 31. Mai setzte das Luftschiff zur Landung in Göppingen an, wobei Dürr das Schiff vor Übermüdung gegen einen allein stehenden Birnbaum fuhr und beschädigte. Die Fahrt konnte allerdings nach einer provisorischen Reparatur mit Hopfenstangen und mit nur einem Motor fortgesetzt werden.
Aufgrund der durch den Verlust einiger Gaszellen geringeren Auftriebskraft wurde das zur Trimmung verwendete Laufgewicht demontiert. Die Trimmung wurde von Kapitän Lau als „lebendes Laufgewicht“ vorgenommen, der zwischen den beiden Gondeln des Luftschiffes im Laufgang für eine horizontale Lage sorgte.